# Oranit
Oranit (hebreo: אֳרָנִית) es un asentamiento israelí localizado en Cisjordania (Palestina), en la llamada zona de costuras, entre la Barrera israelí de Cisjordania al este y la Línea Verde al oeste. Pertenece al Área de Judea y Samaria para las autoridades israelíes. Fundado en el año 1983, fue declarado Concejo local en 1990. Según la Oficina Central de Estadísticas de Israel, en diciembre de 2010 contaba con una población total de 6000 habitantes.
La comunidad internacional considera que los asentamientos israelíes en Cisjordania son ilegales según la Cuarta Convención de Ginebra, de la que Israel es miembro y cuyo artículo 49 especifica que «la Potencia ocupante no podrá efectuar la evacuación o el traslado de una parte de la propia población civil al territorio por ella ocupado». El gobierno israelí no está de acuerdo con esta posición.
Desde 2018, existe el proyecto de unificar Oranit con los asentamientos vecinos de Elkana, Sha’arei Tikva y Etz Efraim para crear una gran área industrial en la zona.
En la barrera israelí a la altura de Oranit se encuentra el puesto de control fronterizo por el que tienen que pasar los agricultores palestinos de Azzun Atma cuyas tierras se encuentran en la 'zona de costuras'. Desde que finalizó la construcción de la barrera en 2013, el puesto se abría 3 veces al día, pero desde 2018 el ejército israelí se ha negado a abrirlo excepto durante el período de cosecha de las aceitunas.